# Phares d'alignement de Doubling Point
Les phares d'alignement de Doubling Point (en anglais : Doubling Point Range Lights) est une paire de feux directionnels actifs situés à Doubling Point (ceb) , sur la rivière Kennebec à Arrowsic dans le Comté de Sagadahoc (État du Maine).
La station est inscrite au Registre national des lieux historiques depuis le 21 janvier 1988 .

## Histoire
Ils ont été créés en 1898, quinze ans après la fondation du chantier naval Bath Iron Works à 2,4 km en amont de la rivière. La ville de Bath, située en amont, avait été un important port de construction navale pendant la majeure partie du XIXe siècle, et le fleuve était une voie de transport majeure jusqu’à Augusta. En 1892, la United States Lighthouse Board identifia le besoin d'améliorer les aides à la navigation et une série d'améliorations furent autorisées. Cela faisait partie d'une modernisation majeure des feux de la rivière - le phare de Doubling Point et les feux directionnels de celui-ci, le phare de Perkins Island et le phare de Squirrel Point, ont tous été construits en même temps.
Les feux directionnels de Doubling Point sont situés sur le cours inférieur de la rivière Kennebec, à un point où la rivière qui coule normalement vers le sud effectue un virage serré vers l'est, suivi d'un retournement vers le sud . Les feux d'alignement sont orientés de manière à être alignés lorsqu'ils sont vus du chenal principal au sud. Le phare se compose de deux tours octogonales à ossature de bois, d'une maison de gardien et d'un bâtiment en briques à carburant. Les tours sont reliées à la maison du gardien par des passerelles en bois munies de balustrades. La maison du gardien se trouve à l'ouest et un peu au nord de la lumière sud. C'est une structure en bois sur une fondation en granit.

## Description
Les deux phares  sont des tours octogonales en bois, avec un toit pyramidal de 4 m de haut, montée sur une fondation en granit. La tour est peinte en blanc et le toit est rouge.
Le feu d'alignement avant émet, à une hauteur focale de 5,5 m, un rapide éclat blanc de 0.5 seconde par période d'une seconde.
Le feu d'alignement arrière est un feu isophase qui émet, à une hauteur focale de 10 m, un long blanc de trois secondes par période de six secondes.

### Caractéristiques dufeu maritimeavant
Fréquence : 1 seconde (W)
- Lumière : 0.5 seconde
- Obscurité : 0.5 seconde

Identifiant : ARLHS : USA-415 ; USCG : 1-6135 - Amirauté : J0160 .

### Caractéristiques dufeu maritimearrière
Fréquence : 6 secondes (W)
- Lumière : 3 secondes
- Obscurité : 3 secondes

Identifiant : ARLHS : USA-973 ; USCG : 1-6140 - Amirauté : J0160.1 .
|                             |
| Doubling Point Range Lights |

|                |
| Le phare avant |

|                          |
| L'ancien signal de brume |

### Lien connexe
- Liste des phares du Maine